# Quartet (album med Pat Metheny Group)
Quartet från 1996 är ett musikalbum av Pat Metheny Group. Albumet, som huvudsakligen är akustiskt, består till största delen av improvisationer. Melodierna var vid inspelningen lösligt nedskrivna eller är helt och hållet improviserade.

## Låtlista
Musiken är skriven av Pat Metheny om inget annat anges.
1. Introduction – 0:57
2. When We Were Free – 5:39
3. Montevideo (Lyle Mays/Paul Wertico/Pat Metheny/Steve Rodby) – 2:55
4. Take Me There (Lyle Mays/Pat Metheny) – 3:39
5. Seven Days – 4:05
6. Oceania (Lyle Mays) – 3:47
7. Dismantling Utopia (Lyle Mays/Pat Metheny/Steve Rodby/Paul Wertico) – 6:53
8. Double Blind (Pat Metheny/Lyle Mays) – 4:16
9. Second Thought – 2:51
10. Mojave – 3:38
11. Badland (Paul Wertico/Pat Metheny/Steve Rodby/Lyle Mays) – 7:31
12. Glacier (Lyle Mays) – 1:26
13. Language of Time (Pat Metheny/Lyle Mays) – 7:33
14. Sometimes I See – 6:01
15. As I Am – 5:05

## Medverkande
- Pat Metheny – elgitarr, syntgitarr, akustisk gitarr, 12-strängad gitarr
- Lyle Mays – autoharpa, celesta, clavinet, harmonium, piano, elpiano
- Steve Rodby – kontrabas, piccolobas
- Paul Wertico – trummor, slagverk